# Puchar świata w piłce wodnej kobiet
Puchar świata w piłce wodnej kobiet (ang. FINA Women’s Water Polo World Cup) – międzynarodowy turniej piłki wodnej organizowany przez Międzynarodową Federację Pływacką (FINA) dla żeńskich reprezentacji narodowych. Po raz pierwszy wystartowały w 1979 roku w kalifornijskim Merced i uczestniczyły w nim 8 żeńskich drużyn. Od 2002 rozgrywki odbywają się regularnie co cztery lata. Najwięcej tytułów mistrzowskich zdobyła żeńska reprezentacja Holandii.

## Wyniki
| Rok                                 | Organizator                  | T |  | Zwycięzca         | II miejsce        | III miejsce       |  | Uwagi    |
| Puchar świata w piłce wodnej kobiet |                              |   |  |                   |                   |                   |  |          |
| 1979                                | Merced (USA)                 | 1 |  | Stany Zjednoczone | Holandia          | Australia         |  | 8 drużyn |
| 1980                                | Breda (Holandia)             | 1 |  | Holandia          | Stany Zjednoczone | Kanada            |  | 8 drużyn |
| 1981                                | Brisbane (Australia)         | 1 |  | Kanada            | Holandia          | Australia         |  | 8 drużyn |
| 1983                                | Quebec (Kanada)              | 2 |  | Holandia          | Stany Zjednoczone | Australia         |  | 8 drużyn |
| 1984                                | Irvine (USA)                 | 1 |  | Australia         | Stany Zjednoczone | Holandia          |  | 8 drużyn |
| 1988                                | Christchurch (Nowa Zelandia) | 3 |  | Holandia          | Węgry             | Kanada            |  | 8 drużyn |
| 1989                                | Eindhoven (Holandia)         | 4 |  | Holandia          | Stany Zjednoczone | Węgry             |  | 8 drużyn |
| 1991                                | Long Beach (USA)             | 5 |  | Holandia          | Australia         | Stany Zjednoczone |  | 8 drużyn |
| 1993                                | Catania (Włochy)             | 6 |  | Holandia          | Włochy            | Węgry             |  | 8 drużyn |
| 1995                                | Sydney (Australia)           | 2 |  | Australia         | Holandia          | Węgry             |  | 8 drużyn |
| 1997                                | Nancy (Francja)              | 7 |  | Holandia          | Rosja             | Australia         |  | 8 drużyn |
| 1999                                | Winnipeg (Kanada)            | 8 |  | Holandia          | Australia         | Włochy            |  | 8 drużyn |
| 2002                                | Perth (Australia)            | 1 |  | Węgry             | Stany Zjednoczone | Kanada            |  | 8 drużyn |
| 2006                                | Tiencin (Chiny)              | 3 |  | Australia         | Włochy            | Rosja             |  | 8 drużyn |
| 2010                                | Christchurch (Nowa Zelandia) | 2 |  | Stany Zjednoczone | Australia         | Chiny             |  | 8 drużyn |
| 2014                                | Chanty-Mansyjsk (Rosja)      | 3 |  | Stany Zjednoczone | Australia         | Hiszpania         |  | 8 drużyn |
| 2018                                | Surgut (Rosja)               | 4 |  | Stany Zjednoczone | Rosja             | Australia         |  | 8 drużyn |

## Klasyfikacja medalowa
W dotychczasowej historii Mistrzostw świata na podium oficjalnie stawało w sumie 9 drużyn. Liderem klasyfikacji jest Holandia, która zdobyła złote medale mistrzostw 8 razy.
Stan na grudzień 2018.
| Lp. | Reprezentacja     | Miejsca na podium | Miejsca na podium | Miejsca na podium | Zwycięskie sezony      |   |   |                                                |
| --- | ----------------- | ----------------- | ----------------- | ----------------- | ---------------------- | - | - | ---------------------------------------------- |
| Lp. | Reprezentacja     | 1.                | Holandia          | 8                 | Zwycięskie sezony      | 3 | 1 | 1980, 1983, 1988, 1989, 1991, 1993, 1997, 1999 |
| 2.  | Stany Zjednoczone | 4                 | 5                 | 1                 | 1979, 2010, 2014, 2018 |   |   |                                                |
| 3.  | Australia         | 3                 | 4                 | 5                 | 1984, 1995, 2006       |   |   |                                                |
| 4.  | Węgry             | 1                 | 1                 | 3                 | 2002                   |   |   |                                                |
| 5.  | Kanada            | 1                 | 0                 | 3                 | 1981                   |   |   |                                                |
| 6.  | Włochy            | 0                 | 2                 | 1                 |                        |   |   |                                                |
| 6.  | Rosja             | 0                 | 2                 | 1                 |                        |   |   |                                                |
| 8.  | Chiny             | 0                 | 0                 | 1                 |                        |   |   |                                                |
| 8.  | Hiszpania         | 0                 | 0                 | 1                 |                        |   |   |                                                |